# Desha Delteil
Pour les articles homonymes, voir Delteil.
Deša Eva Podgoršek dite Desha Delteil, née  à Laibach dans le duché de Carniole (actuelle Slovénie) le 18 mars 1899 et décédée à Bergerac en Dordogne le 17 juillet 1980, est une célèbre danseuse classique de la compagnie de ballet Michel Fokine aux États-Unis.
Du fait de sa plastique et de son aptitude à tenir de longues poses, elle fut le premier modèle du célèbre photographe américain d'origine hongroise Nickolas Muray, ainsi que de la sculptrice sur bronze Harriet Whitney Frishmuth (en).

## Biographie
Desha Delteil est l'élève de Michel Fokine et première danseuse de sa compagnie. Son interprétation de la danse de Rhapsody in Blue de George Gershwin avec Jean Myrio et Barte, au cabaret Kit Kat à Londres a été enregistrée par Pathé.
Après avoir résidé à Manhattan chez sa sœur Leja, avec qui elle avait émigré aux Etats-Unis en 1913, elle épouse un autre danseur de la compagnie Fokine, Jean Henry Raoul Delteil dit Jean Myrio Delteil natif du Buisson-de-Cadouin en Dordogne.

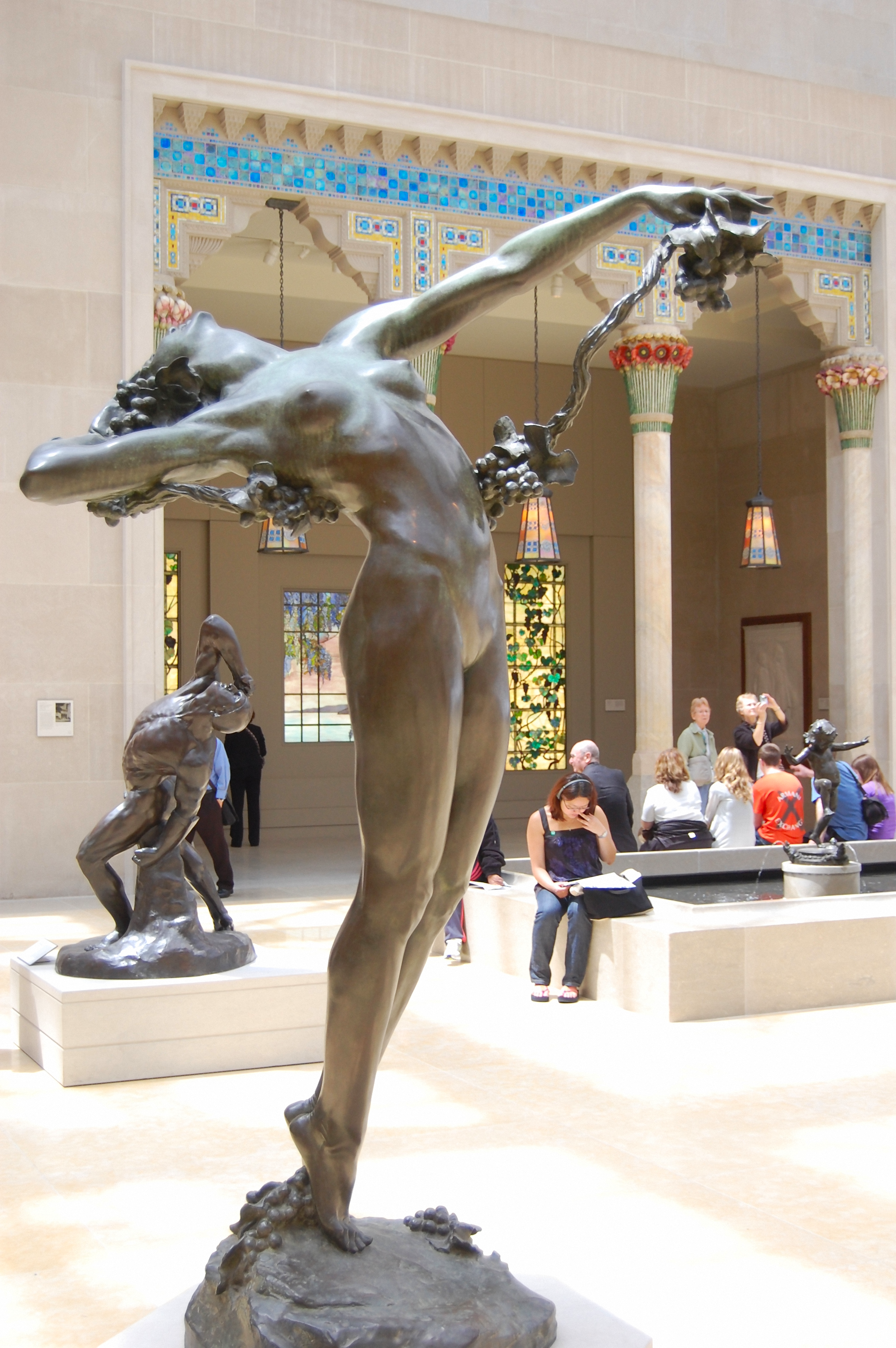
Harriet Frishmuth, The Vine (1923)

En 1916, Desha est embauchée pour poser pour la sculptrice Harriet Whitney Frishmuth. Elle est le modèle pour plusieurs des bronzes de Frishmuth, dont un intitulé Desha. Elle devient le modèle préféré de Frishmuth, posant non seulement pour un certain nombre de ses meilleures pièces, mais aussi pour ses cours d'art en studio. Elle est connue pour avoir posé pour The Vine et Roses of Yesterday.
Peu de temps après son premier divorce, Nickolas Muray tombé amoureux de Desha. Elle rejette sa demande en mariage, il trouve une consolation dans les bras de sa sœur Leja avec qui il se marie en 1921. De leur union est née une fille, Arija, le 11 août 1922, suivie d'un divorce à l'amiable.
Au moment où la Seconde Guerre mondiale éclate ils sont sur scène au Casino de Paris en même temps que Joséphine Baker. Joséphine et son futur mari Jo Bouillon avaient loué, en 1937, non loin de là le château des Milandes dans la commune de Castelnaud-la-Chapelle.
Jean Myrio possédait une maison de campagne à Mauzac (Dordogne) où seront cachés Maurice Chevalier, sa compagne Nita Raya et Joséphine Baker lors de l'invasion allemande.
Avec son mari, elle créa la première école de danse classique de Bergerac, rue Gaudra, vers 1947. Elle est décédée 15 rue Pasteur à Bergerac et est enterrée dans le cimetière de Creysse près de Bergerac. La danseuse Sylviane Bayard a commencé la danse classique chez eux.

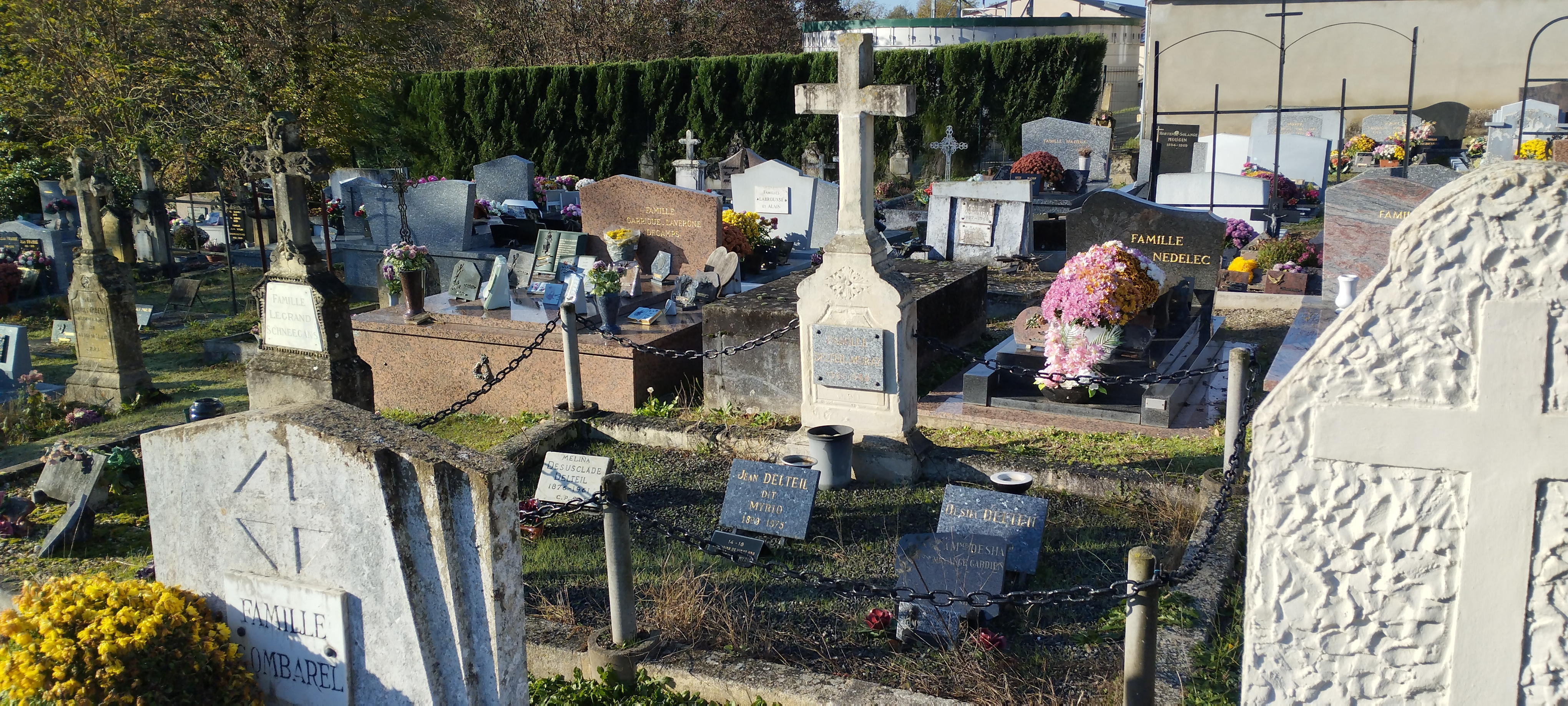
Tombe de Desha et Myrio Delteil - vue générale

## Filmographie
- 1929 : Glorifying the American Girl, film de comédie musicale produite par Florenz Ziegfeld qui met en évidence les artistes des Ziegfeld Follies.

## Bibliographie

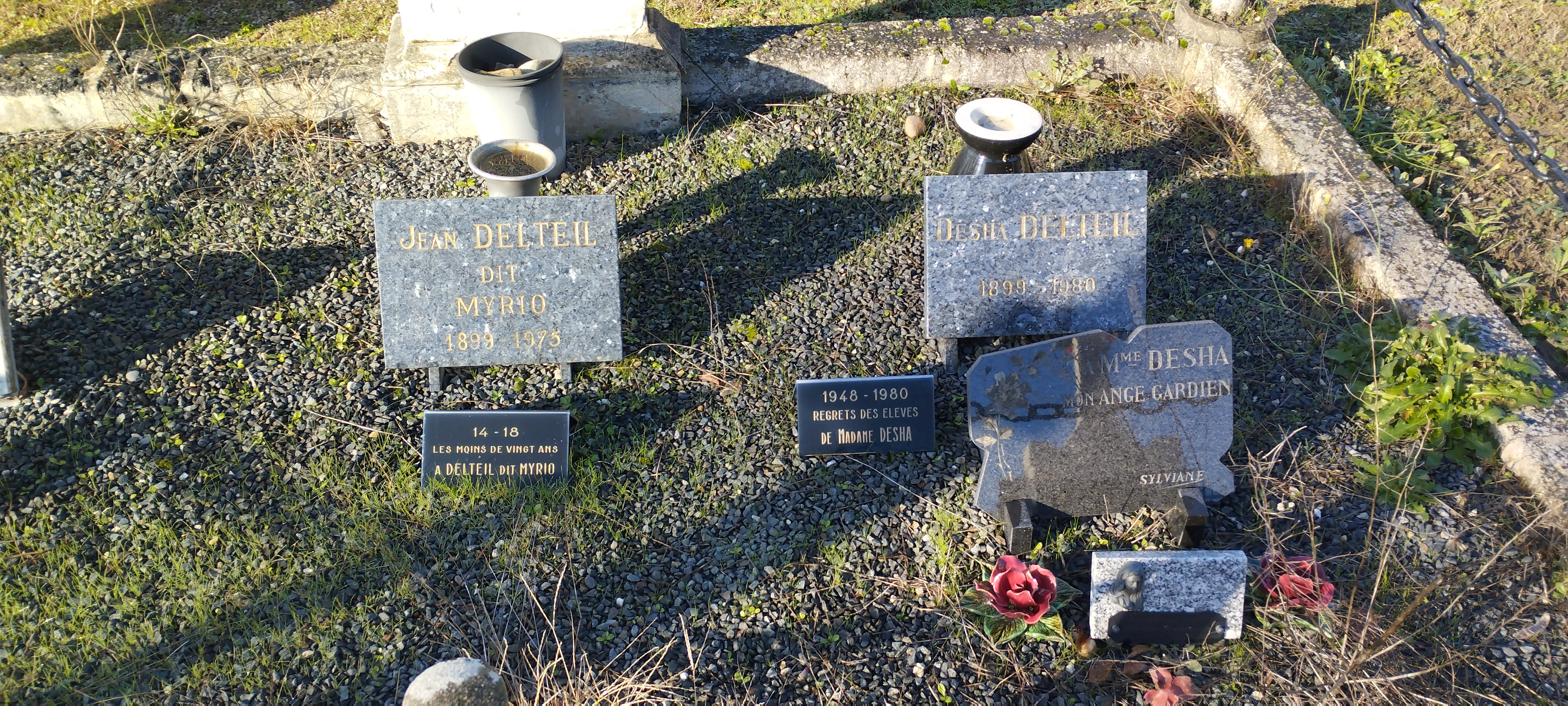
Tombe de Desha et Myrio Delteil - plaques funéraires